# Джером Кларк
Джером Кларк (на английски: Jerome Clark) е американски изследовател и писател.

## Биография
Джером Кларк е роден на 27 ноември 1946 г. в Канби, Минесота, САЩ.  Учи в университета в Южна Дакота, а след завършването му се записва и в университета в Мурхед.
Занимава се с изследване на паранормалното и необяснимото за науката. Джером Кларк е член на управителния съвет на Центъра „Дж. Алън Хайнек“, които има за цел изследване на НЛО и също така е редактор на издаваното от него списание „International UFO reporter“. през 1975 издава първата си книга „Неидентифицираното“, която е на тематика за НЛО и е написана в съавторство с Лорън Колмън. 